# Hội đồng Quốc phòng Liên Xô
Hội đồng Quốc phòng Liên Xô (tiếng Nga: Совет обороны СССР) là cơ quan tham mưu thường trực cao nhất về các vấn đề quản lý quốc phòng, xây dựng quân đội, chính sách quốc phòng của Liên Xô giai đoạn 1955 - 1991.
Hội đồng sử dụng các tên gọi sau - Hội đồng Quốc phòng Liên Xô (Совет обороны СССР), Hội đồng Quốc phòng Liên bang Xô viết (Совет обороны Союза ССР), Hội đồng Quốc phòng thuộc Tổng thống Liên Xô (Совет обороны при Президенте СССР). Hội đồng Quốc phòng thuộc Tổng thống Liên Xô, cũng được kêu gọi xây dựng các đề xuất về hỗ trợ kinh tế cho việc bảo vệ Liên bang Cộng hòa Xã hội Chủ nghĩa Xô viết và an sinh xã hội cho các nhân viên của Lực lượng vũ trang Liên Xô.

## Lịch sử
Ngày 20 tháng 12 năm 1954, một nghị quyết bí mật của Đoàn Chủ tịch Ban Chấp hành Trung ương Đảng Cộng sản Liên Xô "Về việc thành lập Hội đồng Quốc phòng tối cao của Liên Xô" được ban hành.
Ngày 7 tháng 2 năm 1955, một nghị quyết bí mật của Đoàn Chủ tịch Ban Chấp hành Trung ương Đảng thông qua nghị quyết của Ban Chấp hành Trung ương Đảng và Hội đồng Bộ trưởng Liên Xô thành lập Hội đồng Quốc phòng Liên Xô. Hội đồng Quốc phòng Liên Xô được giao nhiệm vụ xem xét nghiên cứu các vấn đề liên quan đến việc bảo vệ Tổ quốc và Lực lượng vũ trang. Thành phần ban đầu gồm: 
- Chủ tịch Nikita Sergeyevich Khrushchyov
- Ủy viên

Nikolay Aleksandrovich Bulganin
Kliment Yefremovich Voroshilov
Lazar Moiseyevich Kaganovich
Vyacheslav Mikhailovich Molotov
Georgy Konstantinovich Zhukov
Aleksandr Mikhaylovich Vasilevsky
Hội đồng Quân sự trực thuộc Hội đồng Quốc phòng, được thành lập như một cơ quan tư vấn.
Vị trí của Hội đồng Quốc phòng trong hệ thống các cơ quan chính phủ được quy định tại Điều 121 của Hiến pháp Liên Xô năm 1977, theo đó Đoàn Chủ tịch Xô Viết Tối cao Liên Xô thành lập Hội đồng Quốc phòng và phê chuẩn thành phần của nó.
Hội đồng được thành lập thường là thành viên của Đoàn Chủ tịch Trung ương Đảng Cộng sản Liên Xô, ngoài ra người đứng đầu các cơ quan chính phủ và tổ chức nhà nước, cũng như những người có liên quan đến các vấn đề được thảo luận về quốc phòng Liên Xô, được mời tham dự cuộc họp của Hội đồng. Theo quy định, Hội đồng Quốc phòng Liên Xô tổ chức các cuộc họp theo định kỳ nhất định. Và trong trường hợp đặc biệt cần thiết, chẳng hạn như khi đưa ra quyết định về việc cử các lực lượng vũ trang Liên Xô đến Cuba vào năm 1962, Hội đồng sẽ nhóm họp bất thường.
Sau khi các chức vụ Tổng thống Liên Xô và Hội đồng An ninh Liên Xô được thành lập năm 1990, Hội đồng đóng vai trò là cơ quan cố vấn cho Nguyên thủ quốc gia; Hội đồng đã bị bãi bỏ bởi Nghị định của Tổng thống Liên Xô ngày 25 tháng 12 năm 1991 "Về việc khôi phục quyền hạn của Tổng tư lệnh các lực lượng vũ trang tối cao của Liên Xô và Bãi bỏ Hội đồng Quốc phòng dưới quyền Tổng thống Liên Xô".

## Thành phần
Ngày 7 tháng 2 năm 1955, bằng Nghị định của Đoàn Chủ tịch Ban Chấp hành Trung ương Đảng Cộng sản Liên Xô "Về việc thành lập Hội đồng Quốc phòng Liên Xô" đã được thông qua theo dự thảo nghị quyết của Ban chấp hành Trung ương Đảng Cộng sản Liên Xô, Đoàn Chủ tịch Xô viết Tối cao Liên Xô và Hội đồng Bộ trưởng Liên Xô về việc thành lập Hội đồng Quốc phòng Liên Xô.

### Chủ tịch
Chủ tịch Hội đồng Quốc phòng Liên Xô do Tổng Bí thư Trung ương Đảng Cộng sản Liên Xô đảm nhiệm.
- Nikita Khrushchev (7 tháng 2 năm 1955 – 14 tháng 10 năm 1964)
- Leonid Brezhnev (14 tháng 10 năm 1964 – 10 tháng 11 năm 1982)
- Yuri Andropov (12 tháng 11 năm 1982 – 9 tháng 2 năm 1984)
- Konstantin Chernenko (13 tháng 2 năm 1984 – 10 tháng 3 năm 1985)
- Mikhail Gorbachev (11 tháng 3 năm 1985 – 25 tháng 12 năm 1991)

### Thư ký
Thư ký Hội đồng Quốc phòng Liên Xô đồng thời là Phó Tổng Tham mưu trưởng Lực lượng vũ trang:
- Thượng tướng Nikolai Pavlovsky (1955–1959)
- Đại tướng Semyon Ivanov (1959–1962)
- Thượng tướng Mikhail Povaliy (1962–1969)
- Đại tướng Mikhail Kozlov (1969–1974)
- Nguyên soái Liên Xô Sergey Akhromeyev (1974–1986)
- Thượng tướng Sergey Dikov (1986–1989)
- Trung tướng A. Chuvakin (1989–1991)